# Danny Buijs
Danny Buijs (* 21. Juni 1982 in Dordrecht) ist ein ehemaliger niederländischer Fußballspieler und heutiger -trainer.

## Karriere als Spieler
Danny Buijs wurde in Dordrecht, 24 Kilometer südöstlich von Rotterdam entfernt, geboren und begann in Alblasserdam, unweit seines Geburtsortes, mit dem Fußballspielen, als er der VV Alblasserdam beitrat. Später wurde er in der Fußballschule von Feyenoord Rotterdam ausgebildet. Während seiner Spielerkarriere absolvierte Buijs 207 Partien in der Eredivisie für Excelsior Rotterdam, dem FC Groningen, seinem Jugendverein Feyenoord Rotterdam, mit dem er 2008 den KNVB-Beker gewann, und ADO Den Haag und schoss dabei 23 Tore. Des Weiteren stand er ein Jahr in Schottland beim FC Kilmarnock unter Vertrag und gewann mit ihnen den Scottish League Cup. Nach einem Gastspiel in der zweiten niederländischen Liga bei Sparta Rotterdam ließ Danny Buijs seine Karriere als Spieler beim Viertligisten Kozakken Boys aus Altena in der Provinz Noord-Brabant ausklingen.

## Karriere als Trainer
Nach seinem Karriereende wurde Danny Buijs bei den Kozakken Boys Trainer und stieg mit ihnen in seinem ersten Jahr in die dritte Liga auf. 2018 wurde er neuer Trainer seines ehemaligen Klubs FC Groningen. Als Tabellenachter qualifizierte sich der Verein aus dem Norden der Niederlande für die Play-off-Runden um die Teilnahme an der UEFA Europa League und scheiterte in der ersten Runde an Vitesse Arnheim. Die folgende Saison wurde aufgrund der COVID-19-Pandemie vorzeitig abgebrochen. Dabei wurde der FC Groningen Neunter.
In der Saison 2020/21 wurde Platz 7 erreicht. Damit nahm der Verein an den internen Play-offs um den Qualifikationsplatz zur Conference League teil, scheiterte dort aber in der ersten Runde. Die nächste Saison wurde mit Platz 12 abgeschlossen. Bereits im Dezember 2021 hatte der Verein entschieden, den zum Saisonende auslaufenden Vertrag von Buijs nicht zu verlängern. Anfang Juni 2022 wurde er von dem belgischen Erstdivisionär KV Mechelen als neuer Trainer verpflichtet. Mitte Oktober 2022 wurde er, nachdem der Verein nach dem 12. Spieltag nur Platz 14 von 18 belegte und nur einen Punkt Vorsprung nur den Abstiegsplätzen hatte, als Trainer entlassen.
Seit dem 1. Juli 2023 ist Danny Buijs neuer Trainer des niederländischen Erstligisten Fortuna Sittard.